# متروی یوکوهاما
متروی یوکوهاما (انگلیسی: Yokohama Municipal Subway) سامانه قطار شهری زیرزمینی در شهر یوکوهاما، ژاپن است.
این مترو که در سال ۱۹۷۲ تأسیس شده، دارای ۲ خط، ۴۲ ایستگاه و ۵۳٫۴ کیلومتر طول می‌باشد.

## نگارخانه

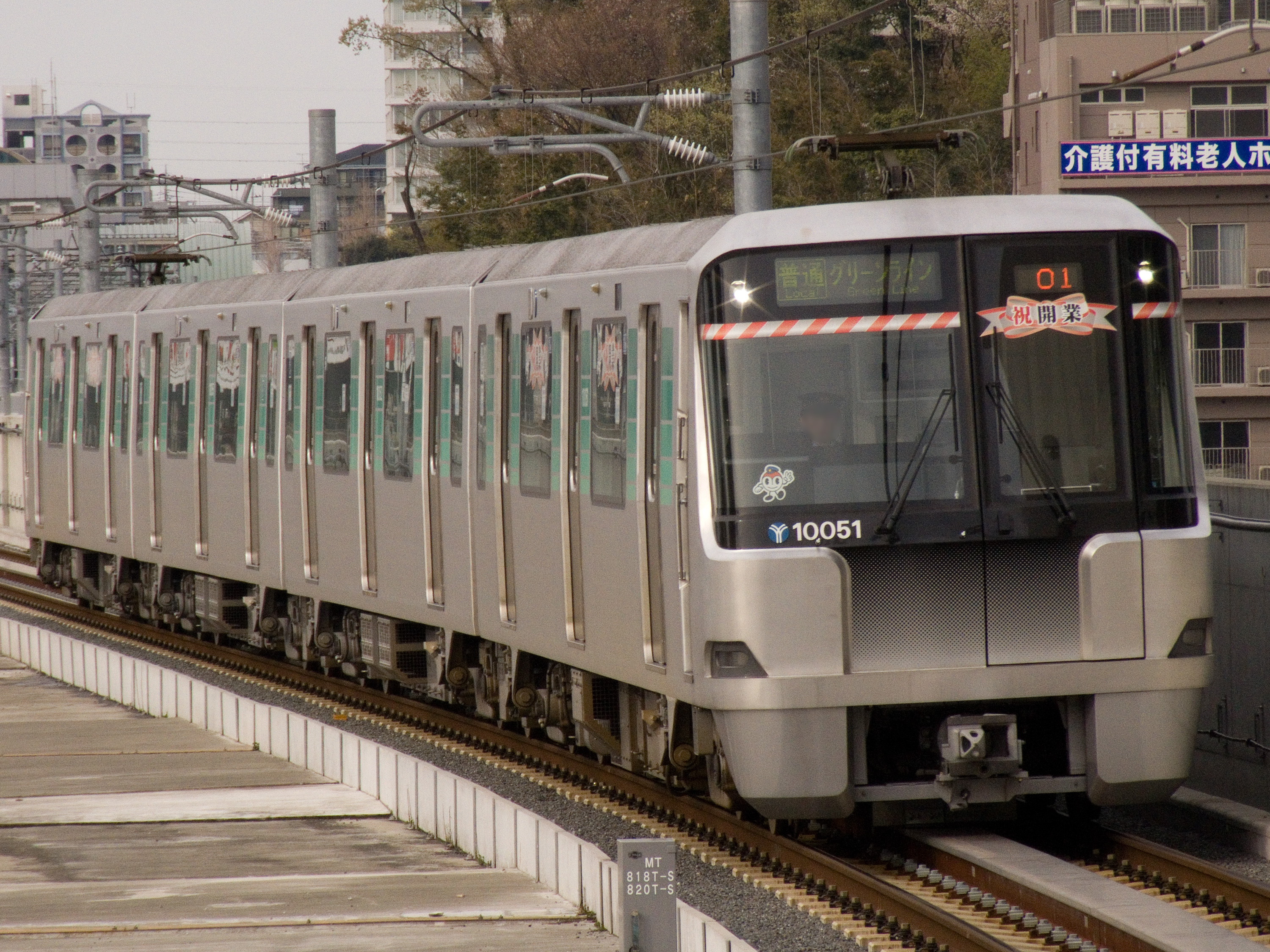
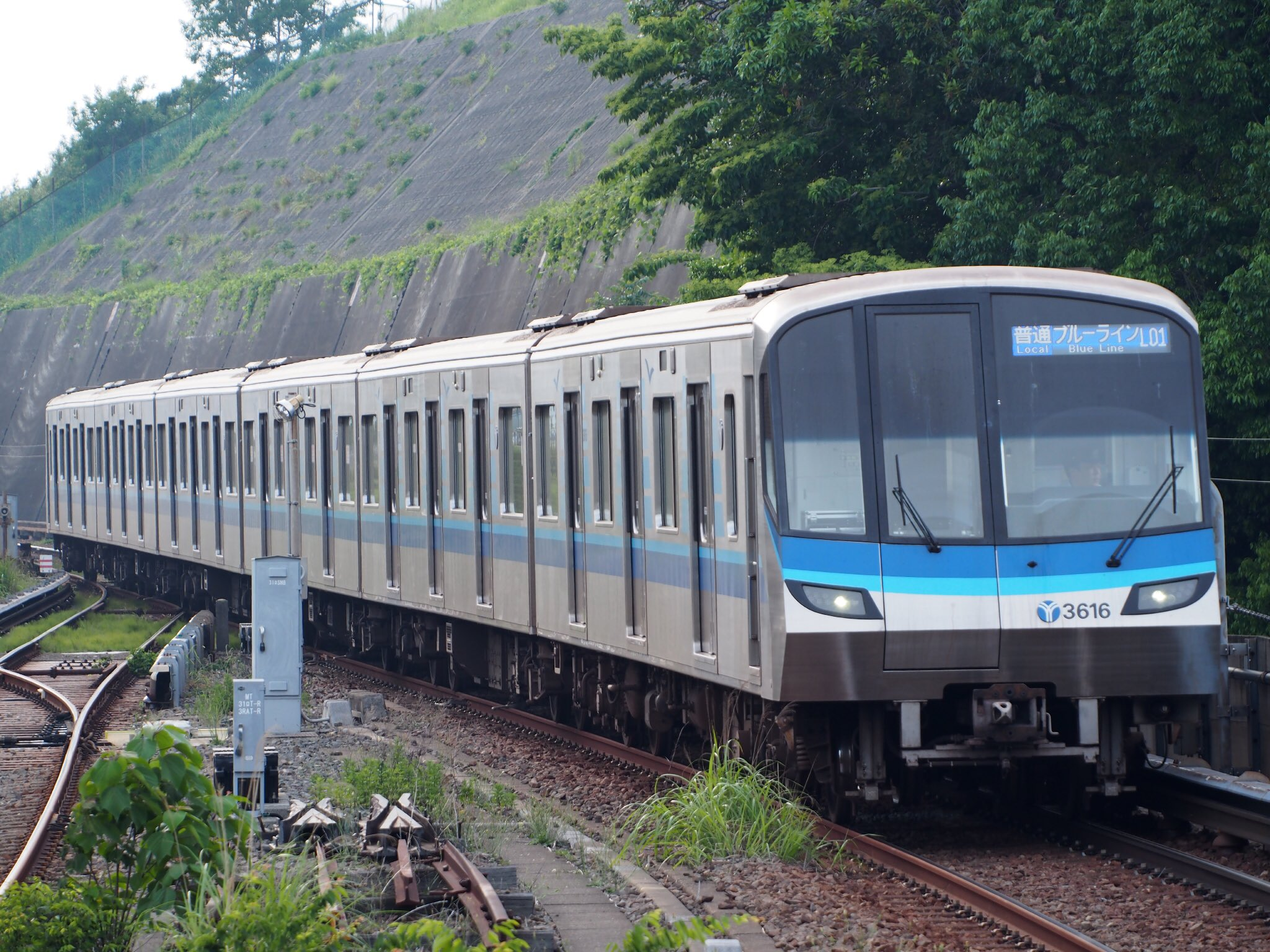
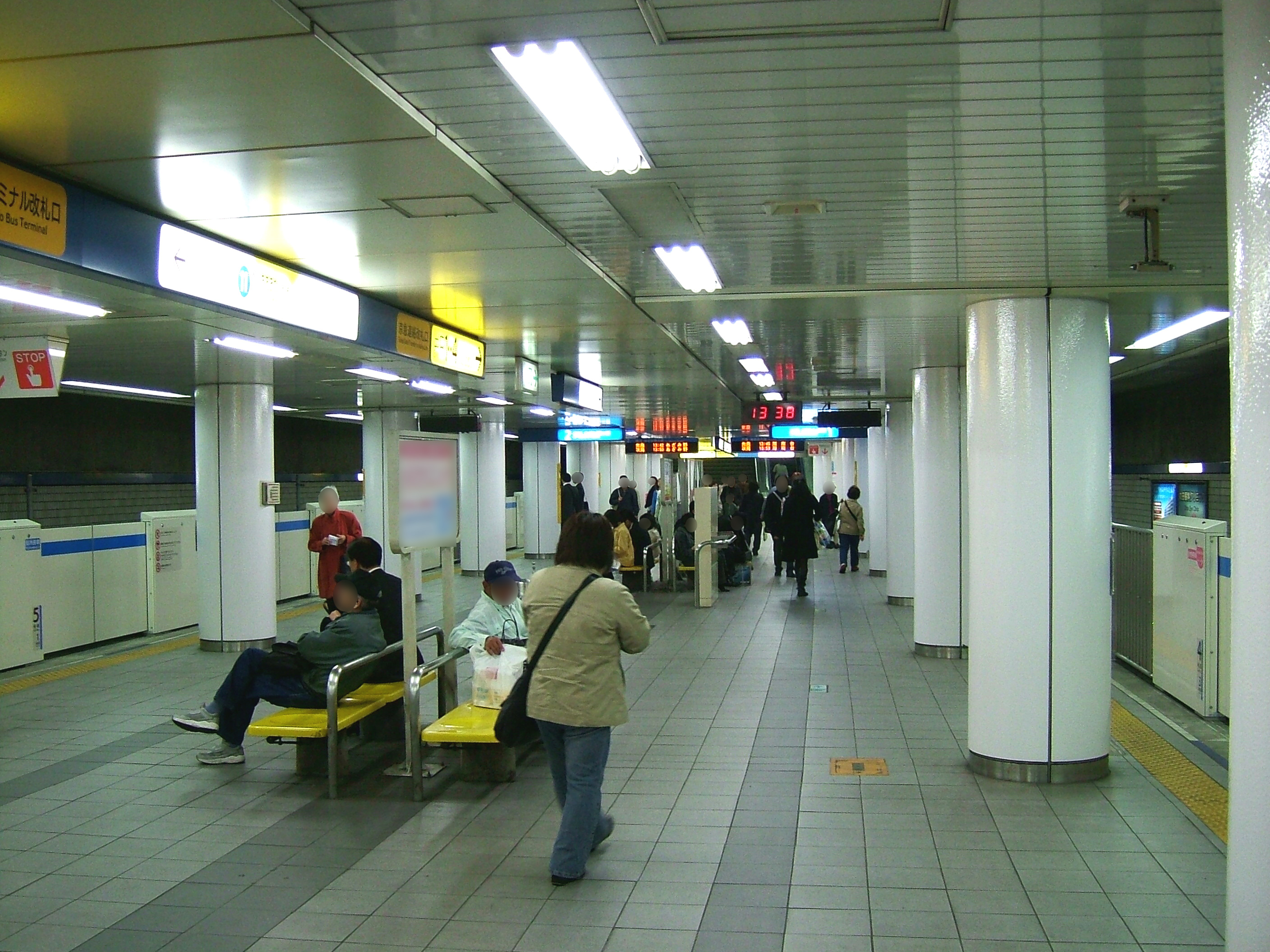
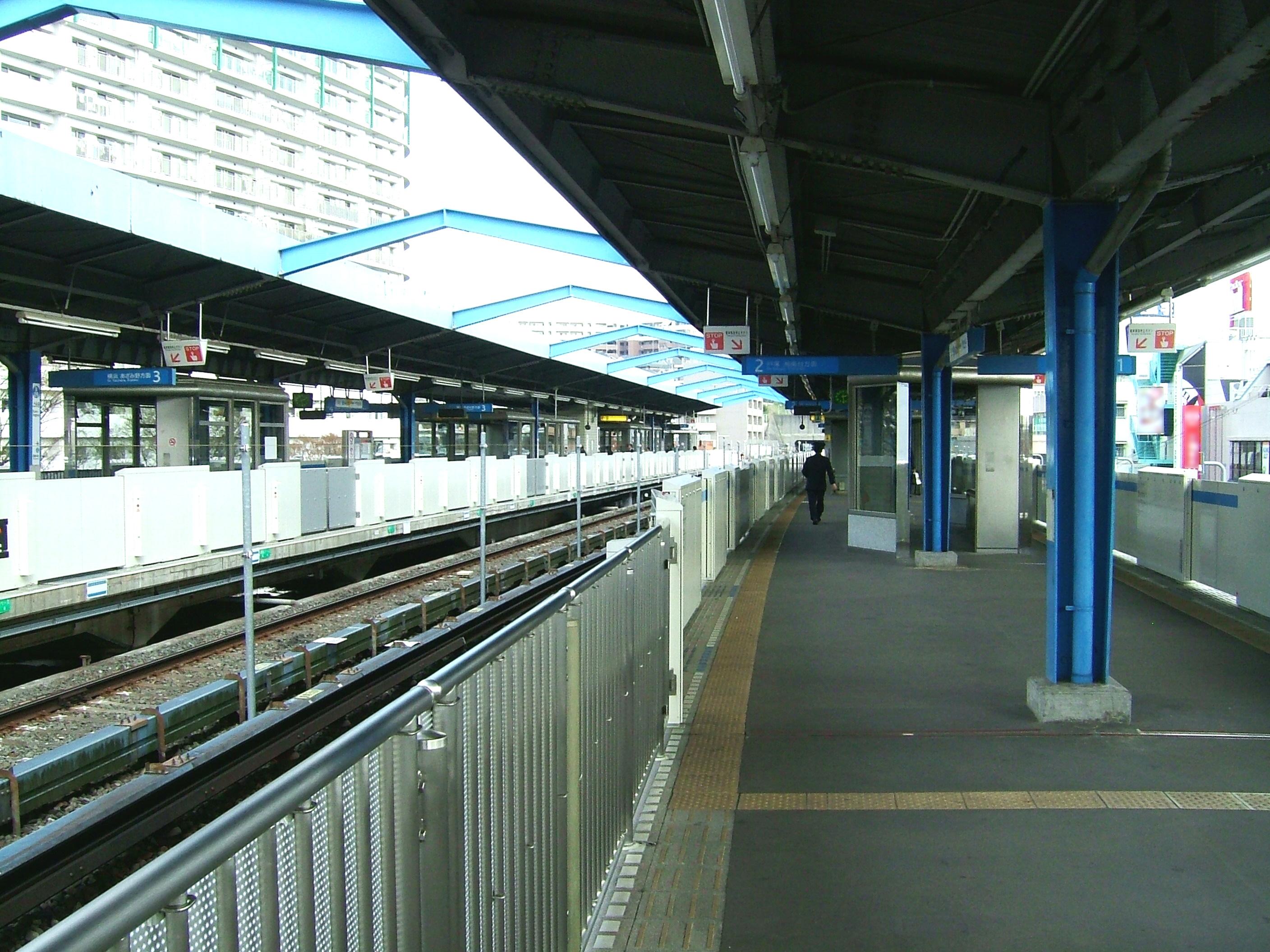
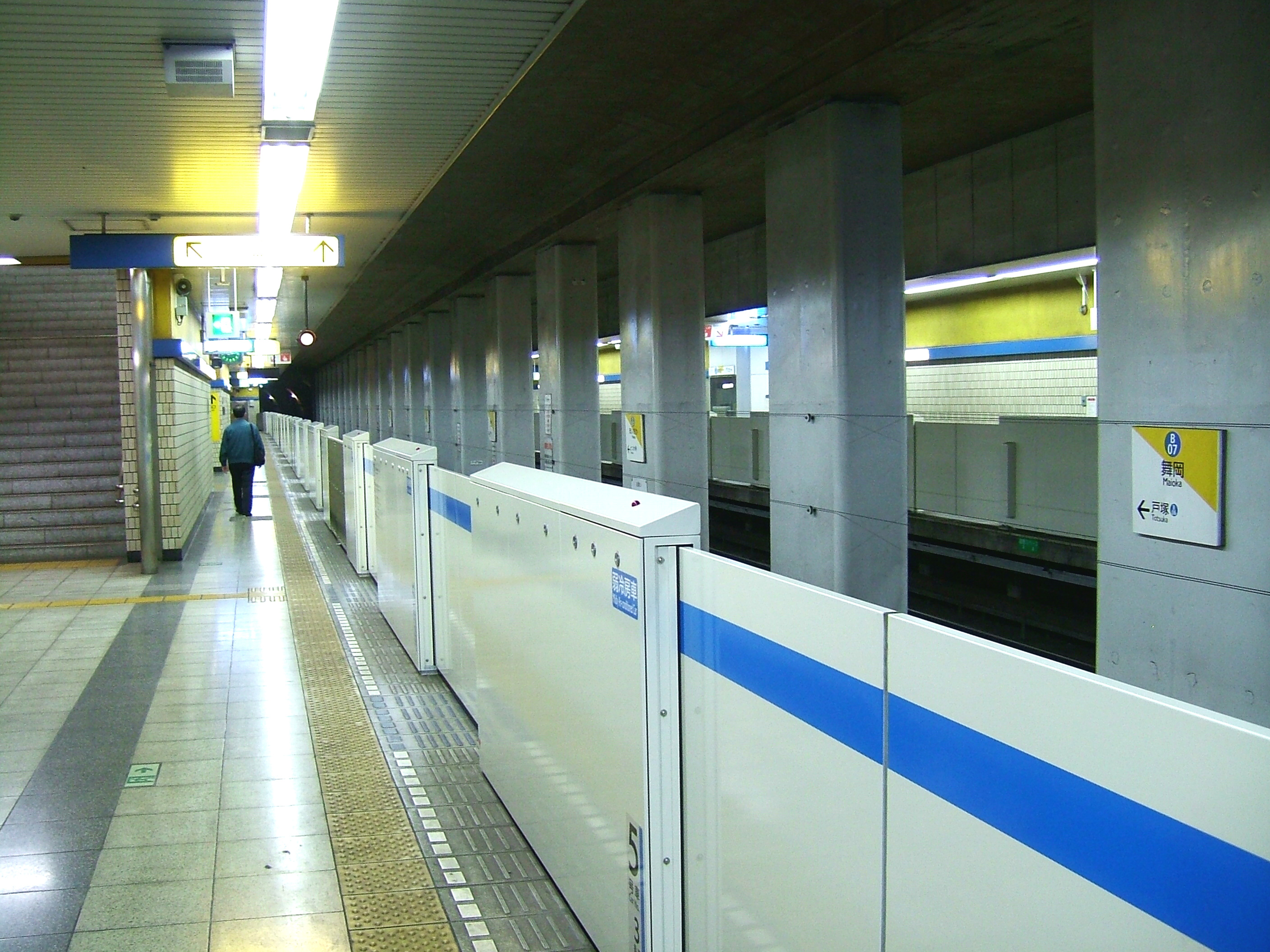
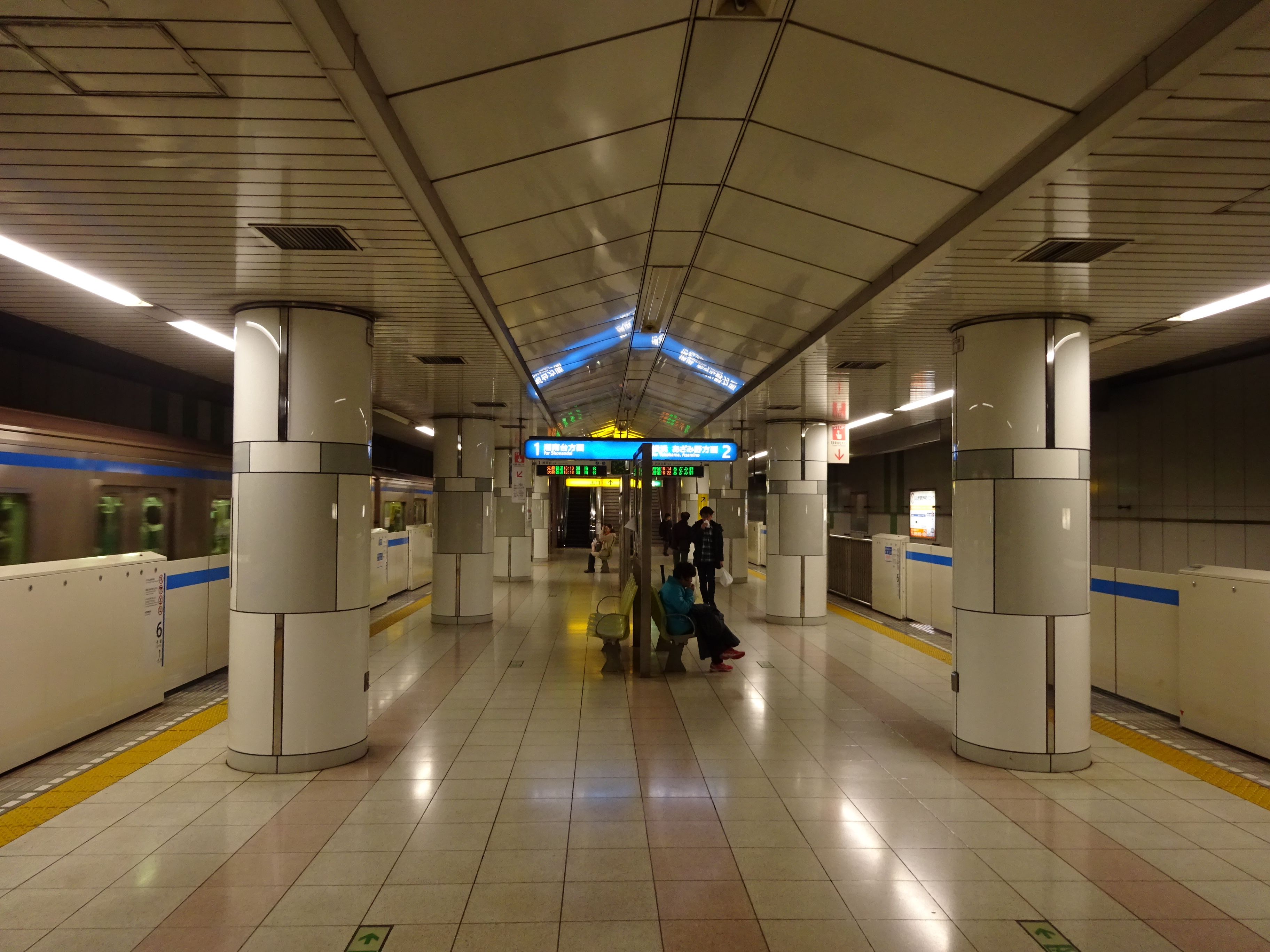
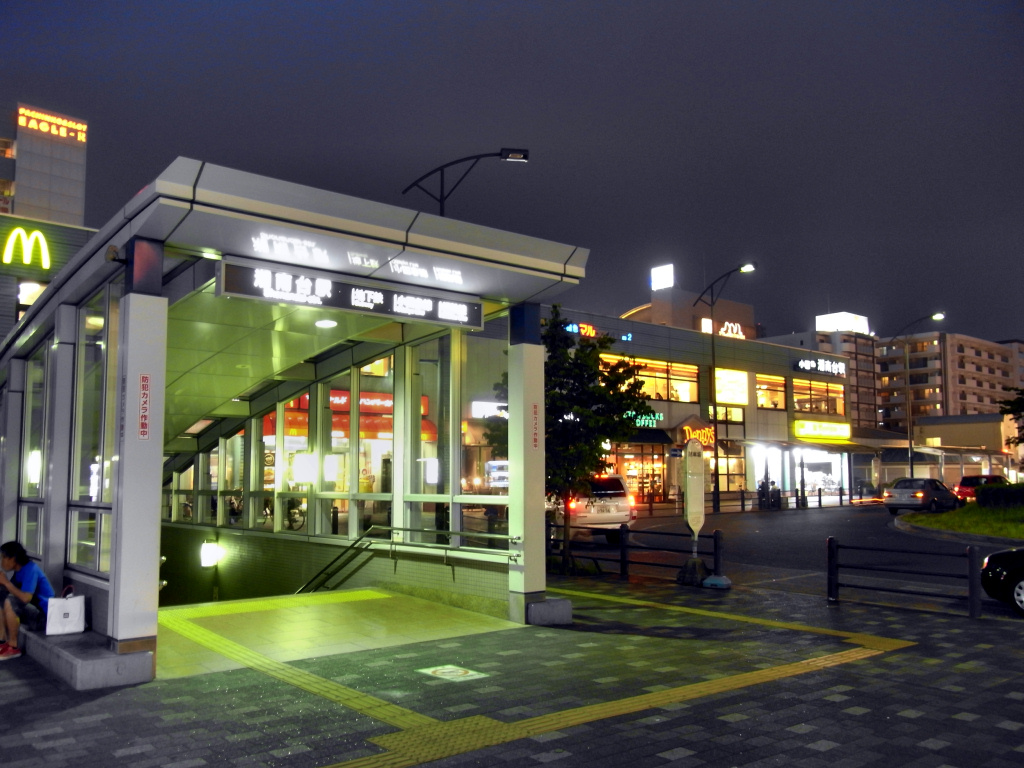
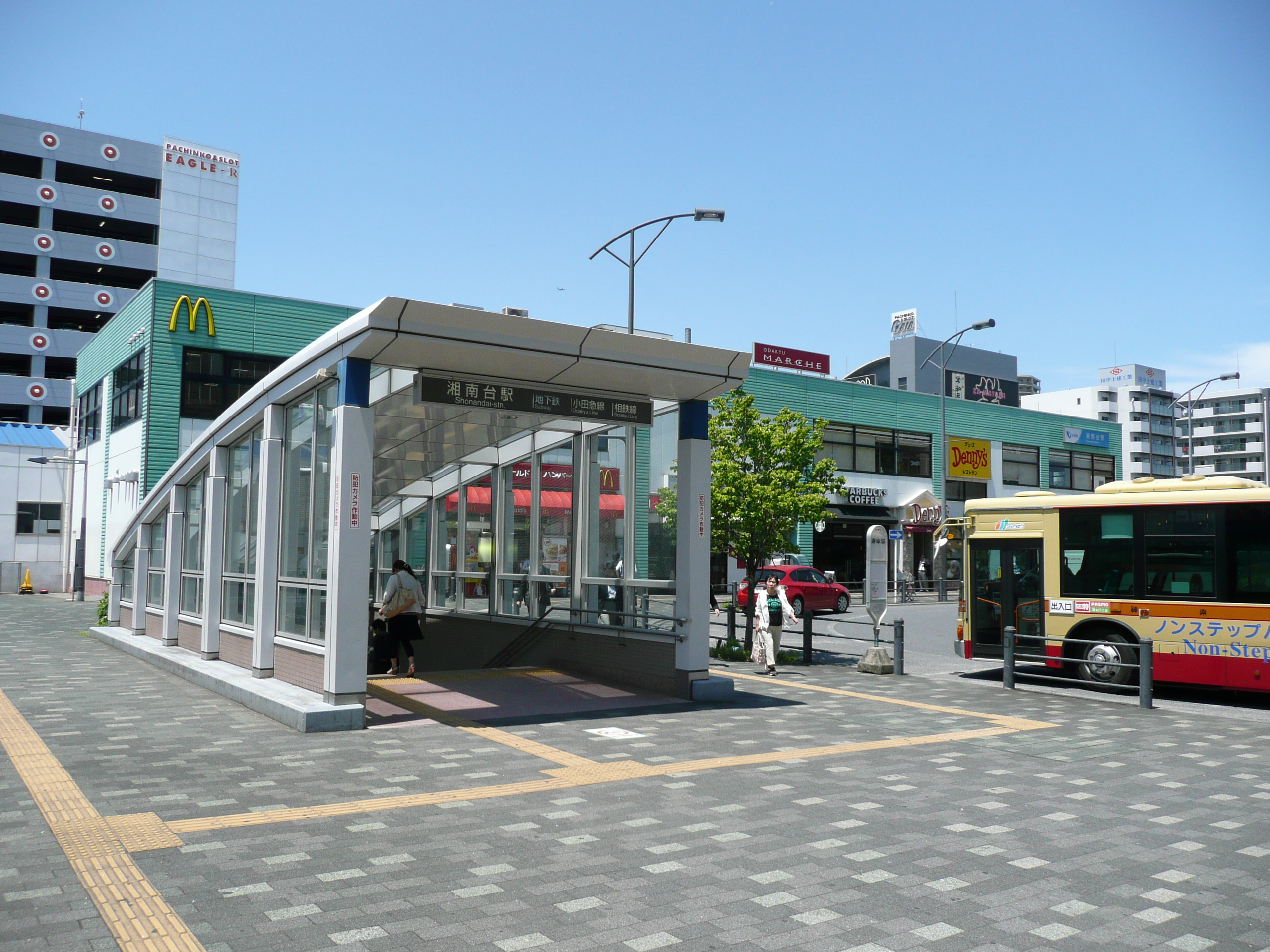
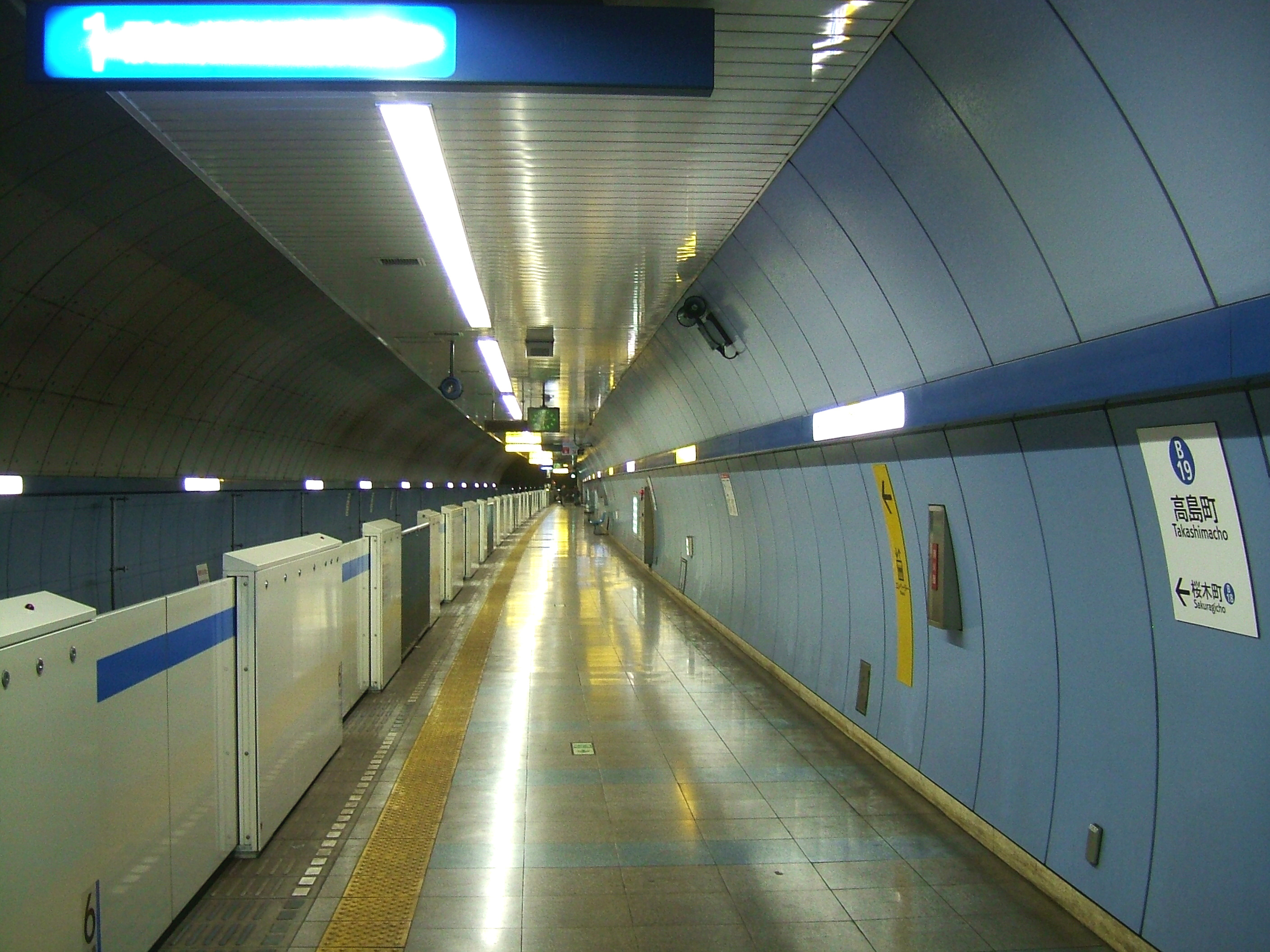
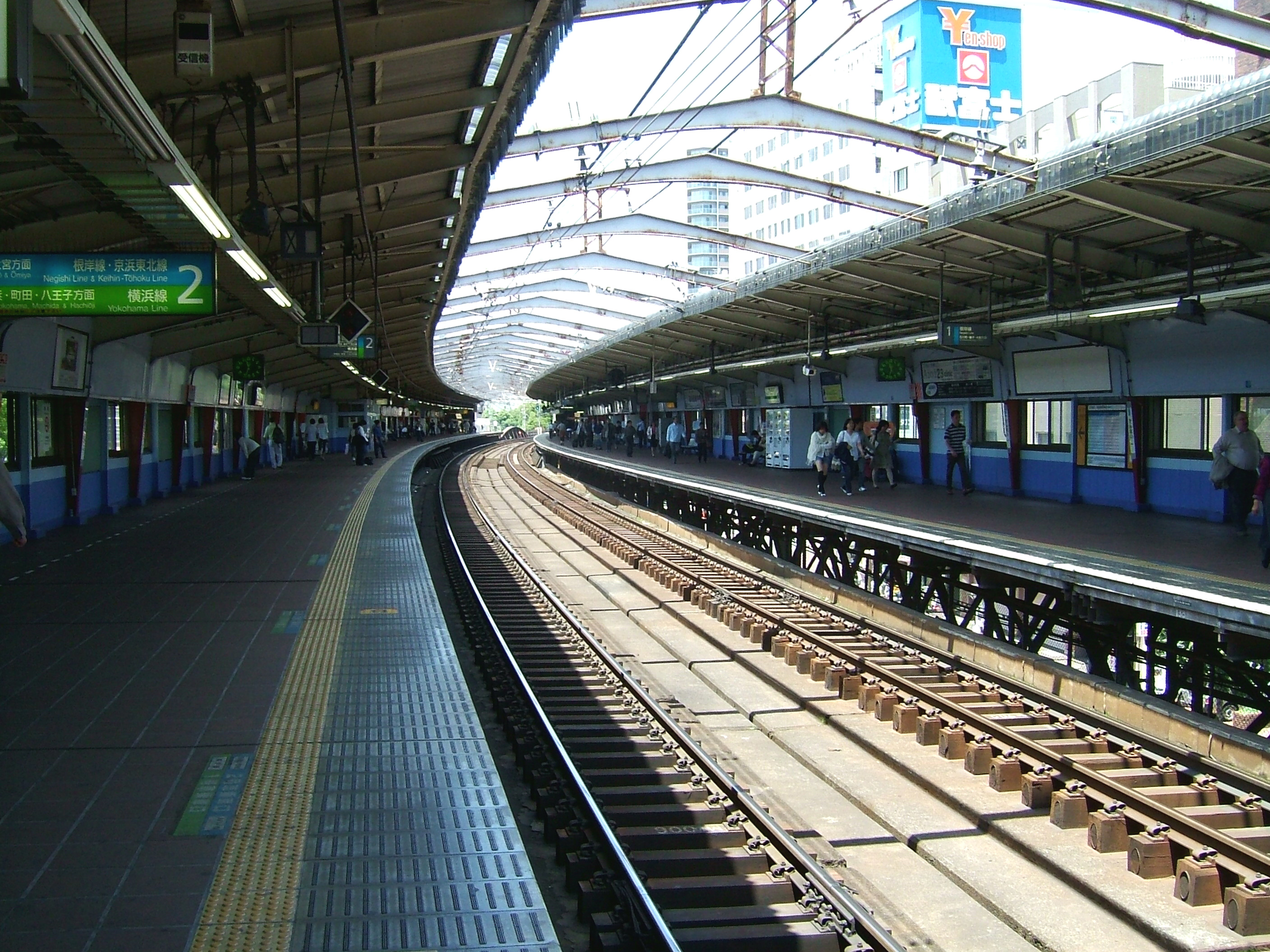